# Selección de fútbol playa de El Salvador
La Selección de fútbol playa de El Salvador es el equipo representativo del país en competiciones oficiales. Su mejor ubicación en Copas Mundiales de Fútbol Playa de FIFA, ha sido el cuarto puesto de Rávena 2011. Otras participaciones incluyen Marsella 2008, Dubái 2009 Tahití 2013 y  Rusia 2021. Además ostenta dos campeonatos de Concacaf, tres copas centroamericanas una medalla de oro en Juegos Bolivarianos de Playa y Campeón de El Salvador Beach Soccer Cup 2022.

## Historia

### Inicios
El inicio de la selección salvadoreña de fútbol playa se remonta al año 2004, cuando el profesor Israel Cruz trataba de formar escuelas juveniles de «fútbol once» en las islas La Pirraya y Rancho Viejo en la bahía de Jiquilisco, departamento de Usulután. Sin embargo, debido a las condiciones del lugar, rodeado de manglares y sin espacios físicos adecuados, optó por la práctica del fútbol en la arena, ya que así aprovechaba las habilidades de los lugareños en ese terreno. De esta manera, el primer combinado nacional fue formado en el 2006, en vista de la primera participación en una eliminatoria de Concacaf que se realizaría en Acapulco, México, el año siguiente.

### Desempeño en campeonatos de Concacaf y Copas del Mundo

#### Concacaf
Concacaf-Conmebol 2007
El Salvador, bajo la dirección de Israel Cruz, tomó parte del grupo A en la Clasificación de Concacaf-Conmebol para la Copa Mundial de Fútbol Playa FIFA 2007. El grupo incluía a Estados Unidos, México y Costa Rica, y terminó en el último lugar al perder sus tres juegos (5:9, 4:6, y 3:4, respectivamente). Su mejor goleador fue José Rivera con tres anotaciones.
Concacaf 2008
La Concacaf organizó el campeonato para la clasificación a la Copa Mundial de Fútbol Playa FIFA 2008 en Puerto Vallarta, México. En esa ocasión participaron cuatro equipos de la región: México, Costa Rica, El Salvador, y Estados Unidos. Los cuscatlecos, bajo la dirección de Rudis González Gallo, ganaron por primera vez en su historia el boleto para la cita mundial en Marsella al colocarse en la segunda posición de la tabla: comenzaron perdiendo ante México (2:4), pero superaron a Estados Unidos y Costa Rica (6:5 y 4:3). El mejor goleador fue Agustín Ruiz con 5 anotaciones. Cabe agregar que de los doce jugadores que conformaban el equipo, ocho eran originarios de la Bahía de Jiquilisco, y pescadores de oficio.
Concacaf 2009
Para el Campeonato de Fútbol Playa de Concacaf de 2009, también realizado en Puerto Vallarta, El Salvador estuvo en el grupo A junto a México y Canadá. Tras perder contra el anfitrión (1:4), ganó su juego contra los canadienses (8:6) y logró avanzar a la segunda fase como segundo puesto. En la ronda de semifinales, logró su clasificación por segunda ocasión a un mundial de fútbol playa cuando derrotó a los Estados Unidos con marcador de 5:3, con tres anotaciones de Agustín Ruiz y dos de Frank Velásquez.
El juego final contra Costa Rica fue a favor de los cuscatlecos, logrando así su primer título regional, con marcador de seis goles por tres. Además, el mejor goleador del evento fue Agustín Ruiz con ocho anotaciones, y Eliodoro Portillo obtuvo el reconocimiento de mejor portero del premundial. Por este logro la Asamblea Legislativa salvadoreña les entregó un reconocimiento, así como la había hecho en 2008 por su primera clasificación a un mundial.
Concacaf 2010
En el Campeonato de Fútbol Playa de Concacaf de 2010, El Salvador fue parte del grupo A junto a Canadá, Jamaica y el anfitrión México. Para esta oportunidad los centroamericanos ganaron sus tres encuentros, con marcadores de 6:3, 10:8 y 4:3, este último por definición por penaltis (3:3), respectivamente. Con el pase a semifinales, se enfrentó a Costa Rica, y ganó el encuentro en tanda de penaltis (2:1), tras quedar empatados en el tiempo regular (3:3). Con este resultado, El Salvador consiguió su tercera participación en un mundial de playa. Por último, y para definir el título de campeón del evento, enfrentó nuevamente a México, juego que perdió con marcador de 3:5. A nivel individual, Frank Velásquez conquistó el título de goleador del torneo (12), así como el reconocimiento de "jugador más valioso".
Concacaf 2013
El torneo clasificatorio regional para la copa mundial del 2013, se realizó por primera vez en la ciudad de Nasáu, Bahamas, en el que El Salvador quedó ubicado en el grupo C junto a Costa Rica y Jamaica. Los cuscatlecos iniciaron con una victoria ante la selección caribeña (7:2), pero sucumbieron ante Costa Rica por un amplio marcador de 5:12 y del que no participó Agustín Ruiz, por lesión en el pie izquierdo. El resultado obligó a los salvadoreños a buscar las semifinales como mejor segundo puesto, aparte de la necesidad de ganar por cuatro goles de diferencia a Jamaica. El objetivo se cumplió al alzarse con la victoria de ocho goles por cuatro. Ya en semifinales enfrentaron al campeón defensor, México, y en un emocionante encuentro obtuvo la cuarta clasificación a la copa mundial en los tiros desde el punto penal (1:0), después de quedar empatados a tres goles por bando. En la final del evento, se enfrentó a los Estados Unidos, ante la que perdió 4:5 en tiempo extra. Por otra parte, Agustín Ruiz se adjudicó el reconocimiento de jugador más valioso del torneo, mientras que el mejor anotador del equipo fue Frank Velásquez con ocho goles.
Concacaf 2015
La selección salvadoreña enfrentó el torneo premundial para Portugal 2015 con la particularidad de que lo hizo en calidad de anfitrión y en una sede permanente de la especialidad: el estadio de fútbol playa de la Costa del Sol. La primera fase de grupos la inició con una contundente victoria de 17-2 sobre Belice, la mayor goleada de la historia de la competición, mientras que posteriormente dio cuenta de Puerto Rico 7-0. El tercer juego contra Jamaica también fue un triunfo de 7-4, en el cual debió remontar un marcador adverso de 0-4 en el primer período. Ya en la segunda fase, solventó el encuentro de cuartos de final ante selección de Bahamas por 7-0, por lo que decidió el cupo para la copa del mundo ante Costa Rica. El encuentro fue a favor de "La Tricolor" por un ajustado marcador de 2-1, por lo que los cuscatlecos perdieron la oportunidad de una quinta participación consecutiva en el torneo mundial. Frank Velásquez se agenció por segunda vez el galardón de máximo anotador con 15 goles, récord para la competición que en esta edición registró 16 equipos participantes. Además, los salvadoreños ganaron el reconocimiento al juego limpio.

#### Copas del Mundo
Marsella 2008
En Marsella 2008, la primera participación en una copa mundial, los salvadoreños perdieron sus tres encuentros de la primera fase ante Portugal (2:8), Italia (1:4) —que terminaron en segundo y tercer puesto del torneo, respectivamente—, e Islas Salomón (3:6). Los mejores anotadores fueron Agustín Ruiz y Tomás Hernández, cada uno con dos goles. A pesar de todo, el arquero Luis Rodas fue nominado para el "Guante de Oro" del campeonato como mejor portero, que al final terminó en manos del español Roberto Valeiro.
Dubái 2009
En Dubái 2009, El Salvador perdió sus tres encuentros en el torneo mundial, realizado en Dubái. Su primer enfrentamiento fue contra Costa de Marfil, en el cual fue derrotado 6:7; posteriormente perdió ante España (3:7), y por último ante Japón (2:7). Los mejores anotadores fueron Tomás Hernández y Agustín Ruiz, con tres goles cada uno.
Rávena 2011
En el campeonato mundial de Rávena, la selección salvadoreña realizó una histórica participación, pues se ubicó en el cuarto puesto del campeonato. Los cuscatlecos habían debutado con una abultada derrota ante Portugal por once goles a dos. Las anotaciones salvadoreñas en este juego fueron de Agustín Ruiz de tiro de penal, y Frank Velásquez. Posteriormente, lograron su primer triunfo en la historia de esta competencia ante el combinado de Omán por cuatro goles a tres. El gol decisivo fue anotado por Agustín Ruiz a 26 segundos de terminar el juego, tras un pase largo del guardameta Eliodoro Portillo cuando el marcador estaba empatado a tres goles. Los otros goles fueron de Elías Ramírez, Tomás Hernández, y un autogol de Nasser Al Mukhaini.
Ante Argentina, en el último juego de la fase de grupos, El Salvador conquistó la victoria nuevamente por cuatro goles a tres, con anotaciones de Frank Velásquez, Agustín Ruiz, José Membreño y Walter Torres, por lo que logró la inédita clasificación a cuartos de final. En esta fase enfrentaron al anfitrión del evento, Italia, juego en el que los salvadoreños se llevaron el triunfo en tiempo de prórroga por seis goles a cinco; Frank Velásquez anotó en cuatro ocasiones, incluido el gol decisivo, mientras que Agustín Ruiz y Tomás Hernández lograron un gol cada uno. En la semifinal cayó ante Rusia, que terminaría como campeona del torneo, por siete goles a tres.
Los salvadoreños cerraron su participación en Rávena con la disputa por el tercer puesto ante Portugal, encuentro que nuevamente ganaron los lusitanos con marcador de tres goles por dos. A nivel individual, Frank Velásquez, con un total de nueve anotaciones,  terminó reconocido como el tercer mejor goleador de la copa mundial, así como el tercer puesto en la lista del Balón del Oro, como mejor jugador del evento; y su primer gol ante Italia resultó elegido como el mejor del torneo, ya que obtuvo el mayor número de votos por los usuarios de Fifa.com.
Tahití 2013
En su cuarta participación en copas del mundo, que tuvo lugar en la ciudad de Papetee, en Tahití, el equipo centroamericano quedó ubicado en el grupo B, junto a los Países Bajos, Islas Salomón, y la campeona de la eliminatoria sudamericana, Argentina.
Como había ocurrido en las otras tres copas del mundo, El Salvador inició su camino en el torneo con una derrota, esta vez ante los sudamericanos con marcador de 1:4. Sin embargo, superaron a los Países Bajos por cinco goles a uno, por lo que debió jugarse su participación en la segunda ronda ante Islas Salomón, que también tenía tres unidades. El resultado terminó a favor de los salvadoreños con ajustado marcador de 7:6 con cinco tantos de Agustín Ruiz, con lo que aseguró su pase a cuartos de final donde enfrentó a España. En un juego muy parejo, la selección europea se alzó con el triunfo con marcador de 2:1. En esta edición, Agustín Ruiz se consagró como el mayor anotador del área de Concacaf en copas del mundo con 17 goles.
Rusia 2021

### Otras participaciones
A pesar del roce internacional de la selección cuscatleca, la primera ocasión que se presentó ante el público salvadoreño como local ocurrió el 22 de diciembre de 2011 cuando enfrentó al representativo de Venezuela en el Centro Internacional de Ferias y Convenciones de San Salvador, encuentro que ganó con marcador de 10:4. Para 2012 acabó en el segundo puesto del primer torneo internacional de fútbol playa organizado en El Salvador, al que acudieron Costa Rica, Uruguay, y Guatemala, campeona del evento.

## Unicef
El Fondo de las Naciones Unidas para la Infancia (Unicef) convertirá en aliado de sus campañas a la selección salvadoreña de fútbol playa, especialmente para promover el derecho al juego, la recreación y el deporte y el combate a la violencia contra la niñez y a la adolescencia. El lanzamiento oficial de esta alianza se realizará el 27 de noviembre de 2013.

## Últimos partidos y próximos encuentros
| Fecha      | Ciudad       | Local       | Resultado      | Visitante      | Competición                       |
| ---------- | ------------ | ----------- | -------------- | -------------- | --------------------------------- |
| 14-02-2025 | San Salvador | El Salvador | 4:4            | Ucrania        | Partido amistoso                  |
| 15-02-2025 | San Salvador | El Salvador | 1:1            | Venezuela      | Partido amistoso                  |
| 16-02-2025 | San Salvador | El Salvador | 2:3            | Portugal       | Partido amistoso                  |
| 25-02-2025 | San Salvador | El Salvador | 3:1            | Panamá         | Partido amistoso                  |
| 11-03-2025 | Nasáu        | El Salvador | 6:1            | Costa Rica     | Copa Concacaf de Playa 2025       |
| 12-03-2025 | Nasáu        | El Salvador | 7:0            | Guatemala      | Copa Concacaf de Playa 2025       |
| 13-03-2025 | Nasáu        | El Salvador | 7:6            | México         | Copa Concacaf de Playa 2025       |
| 15-03-2025 | Nasáu        | El Salvador | 1:1 (7:6 pen.) | Estados Unidos | Copa Concacaf de Playa 2025       |
| 16-03-2025 | Nasáu        | Guatemala   | 1:2            | El Salvador    | Copa Concacaf de Playa 2025       |
| 28-04-2025 | Victoria     | Chile       | 5:5 (6:5 pen.) | El Salvador    | Partido amistoso                  |
| 02-05-2025 | Victoria     | Brasil      | 3:1            | El Salvador    | Copa Mundial de Fútbol Playa 2025 |
| 04-05-2025 | Victoria     | Omán        | 4:4 (7:6 pen.) | El Salvador    | Copa Mundial de Fútbol Playa 2025 |
| 06-05-2025 | Victoria     | El Salvador | 0:5            | Italia         | Copa Mundial de Fútbol Playa 2025 |

## Plantilla
- Convocatoria oficial para la Copa Mundial de Fútbol Playa FIFA 2025.

| #  | Nombre               | Posición | Edad    | Club               |
| -- | -------------------- | -------- | ------- | ------------------ |
| 1  | Erick Najera         | Portero  | 27 años | Barra de Santiago  |
| 12 | Eliodoro Portillo    | Portero  | 36 años | Chirilagua         |
| 3  | Heber Ramos          | Cierre   | 35 años | Barra de Santiago  |
| 4  | Melvin González      | Cierre   | 27 años | La Pirraya         |
| 2  | Óscar Cruz           | Ala      | 30 años | Chirilagua         |
| 5  | Emerson Cerna        | Ala      | 24 años | Rancho Viejo       |
| 7  | Elmer Robles         | Ala      | 34 años | Isla San Sebastián |
| 6  | Rogelio Rauda        | Pívot    | 30 años | Barra de Santiago  |
| 8  | Anderson Castro      | Pívot    | 24 años | Barra de Santiago  |
| 9  | Rubén Batres         | Pívot    | 33 años | La Pirraya         |
| 10 | Agustín Ruiz         | Pívot    | 37 años | La Pirraya         |
| 11 | Frank Velásquez      | Pívot    | 35 años | Barra de Santiago  |
| DT | Rudis González Gallo |          |         |                    |
| AT | Elias Ramírez        |          |         |                    |
| PF | César Cubías         |          |         |                    |

## Estadísticas

### Copa Mundial de Fútbol Playa FIFA
| Copa Mundial de Fútbol Playa FIFA | Copa Mundial de Fútbol Playa FIFA | Copa Mundial de Fútbol Playa FIFA | Copa Mundial de Fútbol Playa FIFA | Copa Mundial de Fútbol Playa FIFA | Copa Mundial de Fútbol Playa FIFA | Copa Mundial de Fútbol Playa FIFA | Copa Mundial de Fútbol Playa FIFA |
| Año                               | Ronda                             | J                                 | G                                 | G+                                | P                                 | GF                                | GC                                |
| --------------------------------- | --------------------------------- | --------------------------------- | --------------------------------- | --------------------------------- | --------------------------------- | --------------------------------- | --------------------------------- |
| 2005                              | No participó                      | No participó                      | No participó                      | No participó                      | No participó                      | No participó                      | No participó                      |
| 2006                              | No clasificó                      | No clasificó                      | No clasificó                      | No clasificó                      | No clasificó                      | No clasificó                      | No clasificó                      |
| 2007                              | No clasificó                      | No clasificó                      | No clasificó                      | No clasificó                      | No clasificó                      | No clasificó                      | No clasificó                      |
| 2008                              | Fase de grupos                    | 3                                 | 0                                 | 0                                 | 3                                 | 6                                 | 18                                |
| 2009                              | Fase de grupos                    | 3                                 | 0                                 | 0                                 | 3                                 | 11                                | 21                                |
| 2011                              | Cuarto lugar                      | 6                                 | 2                                 | 1                                 | 3                                 | 21                                | 32                                |
| 2013                              | Cuartos de final                  | 4                                 | 2                                 | 0                                 | 2                                 | 14                                | 13                                |
| 2015                              | No clasificó                      | No clasificó                      | No clasificó                      | No clasificó                      | No clasificó                      | No clasificó                      | No clasificó                      |
| 2017                              | No clasificó                      | No clasificó                      | No clasificó                      | No clasificó                      | No clasificó                      | No clasificó                      | No clasificó                      |
| 2019                              | No clasificó                      | No clasificó                      | No clasificó                      | No clasificó                      | No clasificó                      | No clasificó                      | No clasificó                      |
| 2021                              | Fase de grupos                    | 3                                 | 0                                 | 0                                 | 3                                 | 14                                | 17                                |
| 2024                              | No clasificó                      | No clasificó                      | No clasificó                      | No clasificó                      | No clasificó                      | No clasificó                      | No clasificó                      |
| 2025                              | Fase de grupos                    | 3                                 | 0                                 | 0                                 | 3                                 | 5                                 | 12                                |
| Total                             | 6/13                              | 22                                | 4                                 | 1                                 | 17                                | 71                                | 113                               |

### Campeonatos Conjuntos (con la CONMEBOL)
| Campeonatos Conjuntos (con la CONMEBOL) | Campeonatos Conjuntos (con la CONMEBOL) | Campeonatos Conjuntos (con la CONMEBOL) | Campeonatos Conjuntos (con la CONMEBOL) | Campeonatos Conjuntos (con la CONMEBOL) | Campeonatos Conjuntos (con la CONMEBOL) | Campeonatos Conjuntos (con la CONMEBOL) | Campeonatos Conjuntos (con la CONMEBOL) |
| Año                                     | Ronda                                   | J                                       | G                                       | G+                                      | P                                       | GF                                      | GC                                      |
| --------------------------------------- | --------------------------------------- | --------------------------------------- | --------------------------------------- | --------------------------------------- | --------------------------------------- | --------------------------------------- | --------------------------------------- |
| 2005                                    | No participó                            | No participó                            | No participó                            | No participó                            | No participó                            | No participó                            | No participó                            |
| 2007                                    | Fase de grupos                          | 3                                       | 0                                       | 0                                       | 3                                       | 12                                      | 19                                      |
| Total                                   | 1/2                                     | 3                                       | 0                                       | 0                                       | 3                                       | 12                                      | 19                                      |

### Campeonato de Fútbol Playa de Concacaf
| Campeonato de Fútbol Playa de Concacaf | Campeonato de Fútbol Playa de Concacaf | Campeonato de Fútbol Playa de Concacaf | Campeonato de Fútbol Playa de Concacaf | Campeonato de Fútbol Playa de Concacaf | Campeonato de Fútbol Playa de Concacaf | Campeonato de Fútbol Playa de Concacaf | Campeonato de Fútbol Playa de Concacaf |
| Año                                    | Ronda                                  | J                                      | G                                      | G+                                     | P                                      | GF                                     | GC                                     |
| -------------------------------------- | -------------------------------------- | -------------------------------------- | -------------------------------------- | -------------------------------------- | -------------------------------------- | -------------------------------------- | -------------------------------------- |
| 2006                                   | No participó                           | No participó                           | No participó                           | No participó                           | No participó                           | No participó                           | No participó                           |
| 2008                                   | Subcampeón                             | 3                                      | 2                                      | 0                                      | 1                                      | 12                                     | 12                                     |
| 2009                                   | Campeón                                | 4                                      | 3                                      | 0                                      | 1                                      | 20                                     | 16                                     |
| 2010                                   | Subcampeón                             | 5                                      | 2                                      | 2                                      | 1                                      | 25                                     | 22                                     |
| 2013                                   | Subcampeón                             | 5                                      | 2                                      | 1                                      | 2                                      | 27                                     | 26                                     |
| 2015                                   | Tercer lugar                           | 6                                      | 5                                      | 0                                      | 1                                      | 43                                     | 10                                     |
| 2017                                   | Tercer lugar                           | 6                                      | 4                                      | 1                                      | 1                                      | 35                                     | 12                                     |
| 2019                                   | Tercer lugar                           | 6                                      | 5                                      | 1                                      | 0                                      | 42                                     | 16                                     |
| 2021                                   | Campeón                                | 6                                      | 6                                      | 0                                      | 0                                      | 50                                     | 12                                     |
| 2023                                   | Tercer lugar                           | 6                                      | 5                                      | 0                                      | 1                                      | 39                                     | 14                                     |
| 2025                                   | Campeón                                | 5                                      | 4                                      | 1                                      | 0                                      | 23                                     | 9                                      |
| Total                                  | 10/11                                  | 52                                     | 38                                     | 6                                      | 8                                      | 316                                    | 149                                    |

### Copa Centroamericana de Fútbol Playa
| Año   | Resultado | PJ | PG | PE | PP | GF | GC |
| ----- | --------- | -- | -- | -- | -- | -- | -- |
| 2014  | Campeón   | 3  | 3  | 0  | 0  | 26 | 6  |
| 2016  | Campeón   | 3  | 3  | 0  | 0  | 20 | 14 |
| 2018  | Campeón   | 3  | 3  | 0  | 0  | 14 | 5  |
| Total | 3/3       | 9  | 9  | 0  | 0  | 60 | 25 |

### Juegos Bolivarianos de Playa
| Año  | Ronda     | PJ | PG | PG+ | PP | GF | GC |
| ---- | --------- | -- | -- | --- | -- | -- | -- |
| 2012 | 4o. Lugar | 5  | 2  | 0   | 3  | 22 | 22 |
| 2014 | 2o. Lugar | 5  | 4  | 0   | 1  | 27 | 14 |
| 2016 | Campeón   | 5  | 4  | 0   | 1  | 24 | 11 |

### Copa América de fútbol playa
| Año  | Ronda    | PJ | PG | PG+ | PP | GF | GC |
| ---- | -------- | -- | -- | --- | -- | -- | -- |
| 2014 | 4° lugar | 3  | 0  | 0   | 3  | 6  | 14 |

### Juegos Mundiales de Playa
| Año  | Ronda         | PJ | PG | PG+ | PP | GF | GC |
| ---- | ------------- | -- | -- | --- | -- | -- | -- |
| 2019 | Primera ronda | 3  | 1  | 0   | 2  | 9  | 10 |

### Copa Pilsener de Fútbol Playa
| Año  | Ronda      | PJ | PG | PG+ | PP | GF | GC |
| ---- | ---------- | -- | -- | --- | -- | -- | -- |
| 2012 | Subcampeón | 2  | 1  | 0   | 1  | 12 | 9  |
| 2013 | Subcampeón | 3  | 2  | 0   | 1  | 13 | 10 |
| 2014 | 3.er Lugar | 3  | 1  | 0   | 2  | 13 | 14 |
| 2016 | Subcampeón | 3  | 2  | 0   | 1  | 14 | 5  |
| 2017 | 3.er Lugar | 3  | 1  | 0   | 2  | 11 | 16 |

### Copa El Salvador de fútbol playa
| Año  | Ronda      | PJ | PG | PG+ | PP | GF | GC |
| ---- | ---------- | -- | -- | --- | -- | -- | -- |
| 2022 | Campeón    | 3  | 2  | 1   | 0  | 12 | 8  |
| 2024 | 3.er Lugar | 3  | 1  | 0   | 2  | 10 | 11 |

### Copa Independencia de fútbol playa
| Año  | Ronda   | PJ | PG | PG+ | PP | GF | GC |
| ---- | ------- | -- | -- | --- | -- | -- | -- |
| 2012 | Campeón | 2  | 2  | 0   | 0  | 10 | 6  |

### Copa Salvador del Mundo
| Año  | Ronda   | PJ | PG | PG+ | PP | GF | GC |
| ---- | ------- | -- | -- | --- | -- | -- | -- |
| 2013 | Campeón | 2  | 2  | 0   | 0  | 11 | 6  |

PJ: Partidos jugados; PG: Partidos ganados; PG+: Partidos ganados después del tiempo reglamentario; PP: Partidos perdidos; GF: Goles a favor; GC: Goles en contra.

## Palmarés
- Campeonato de Fútbol Playa de Concacaf (3): 2009, 2021, 2025.
- Juegos Centroamericanos y del Caribe Mar y Playa 2022 (1): 2022
- Copa Centroamericana (3): 2014, 2016, 2018.
- Copa Independencia (1): 2012.
- Copa Salvador del mundo (1): 2013.
- Copa El Salvador (1): 2022.
- Juegos Bolivarianos de Playa

 Medalla de oro (1): 2016.
 Medalla de plata (1): 2014.
- Subcampeón del Campeonato de Fútbol Playa de Concacaf (2): 2010, 2013.
- Subcampeón de la Copa Cancún de Fútbol Playa (1): 2012.
- Subcampeón de la Copa Pílsener de Fútbol Playa (3): 2012, 2013, 2016.